# Gare de Käpylä
La gare de Käpylä (en finnois : Käpylän rautatieasema,  suédois : Kottby järnvägsstation) est une gare ferroviaire située à la limite des quartiers de Käpylä et de Oulunkylä à Helsinki en Finlande.